# Adam Irigoyen
Adam Irigoyen (født 5. august 1997) er en amerikansk skuespiller, sanger, rapper og danser. Han er bedst kendt for sin rolle som Deuce Martinez i Disney Channel-serien Shake It Up.

## Karriere
Adam Irigoyen startede sin skuespillerkarriere, da han var 11 år gammel. Han optrådte i diverse reklamer og annoncer før han gæsteoptrådte i den populære Disney Channel-sitcom Wizards of Waverly Place. Irigoyen har også optrådt i film såsom Electrical & Natural Gas Safe, Flight, og Nickel or Dime. Han har i øjeblikket en birolle i Disney Channel-serien Shake It Up hvor han spiller Martin "Deuce" Martinez, ven til CeCe Jones og Rocky Blue (Bella Thorne og Zendaya). Han gæsteoptrådte i Charlie Shakes It Up, et crossover mellem Good Luck Charlie og Shake It Up som blev sendt den 5. juni, 2011.

## Personlige liv
Adam Irigoyen blev født den 5. august, 1997 i Miami, Florida. Han bor i Sydcalifornien sammen med hans mor Annie, som er lærer, og hans far Eric, som er pædagog. Han har en lillebror Jake (født 21. januar, 2004) og en storesøster Kimberly (født 10. marts).[kilde mangler] Adam Irigoyen kan lide at danse og og nyder at dyrke sport, især basketball. Hans mor er af cubansk afstamning.

## Fjernsyn
| År            | Show                     | Titel          | Noter                                                   |
| ------------- | ------------------------ | -------------- | ------------------------------------------------------- |
| 2009          | Wizards of Waverly Place | New Conscience | Gæsteoptræden                                           |
| 2010– present | Shake It Up              | Deuce Martinez | Hovedrolle                                              |
| 2011          | Good Luck Charlie        | Deuce Martinez | Crossover-episoden (Charlie Shakes It Up)               |
| 2011          | Zapping Zone             | Ham selv       | Gæsterolle, serien er fra Disney Channel i Latinamerika |
| 2011          | Peter Punk               | Tito           | Gæsterolle, serie er fra Disney XD i Latinamerika       |

## Priser og nomineringer
| År   | Pris               | Kategori | Arbejde     | Resultat  | Kilde       |
| ---- | ------------------ | --- | ----------- | --------- | ----------- |
| 2011 | Young Artist Award | Outstanding Young Ensemble In a TV Series (sammen med Bella Thorne, Zendaya, Roshon Fegan, Davis Cleveland, Kenton Duty og Caroline Sunshine) | Shake It Up | Nomineret | [ 5 ]       |
| 2012 | Young Artist Award | Outstanding Young Ensemble In a TV Series (sammen med Bella Thorne, Zendaya, Roshon Fegan, Davis Cleveland, Kenton Duty og Caroline Sunshine) | Shake It Up | Nomineret | [ 6 ]       |
| 2012 | ALMA Awards        | Favorite TV Actor - Supporting Role in a Comedy                                                                                               | Shake It Up | Nomineret | [ 7 ] [ 8 ] |

### Diskografi
| Sange | Sange        | Sange                                           | Sange                      |
| År    | Titel        | Medvirkende                                     | Album                      |
| ----- | ------------ | ----------------------------------------------- | -------------------------- |
| 2011  | Monster Mash | Kenton Duty & Davis Cleveland                   | Spooky Buddies Soundstrack |
| 2011  | Roam         | Caroline Sunshine, Kenton Duty, Davis Cleveland | Tresure Buddies Soundtrack |
| 2012  | Show Ya How  | Kenton Duty                                     | Shake It Up: Live 2 Dance  |
| 2011  | School Girl  | -                                               | ikke-album single          |